# Psychoglypha subborealis
Psychoglypha subborealis is een schietmot uit de familie Limnephilidae. De soort komt voor in het Nearctisch gebied.